# Nova Kršlja
Nova Kršlja is een plaats in de gemeente Rakovica in de Kroatische provincie Karlovac. De plaats telt 85 inwoners (2001).